# Lo Marraco
|  | Aquest article tracta sobre la figura de bestiari popular. Vegeu-ne altres significats a «Marracos (Desambiguació)». |

Amb el nom de lo Marraco es coneix a la ciutat de Lleida un lluert de la mida d'un drac, amb una boca especialment ampla i grossa amb la qual es menja els xumets dels infants, com a símbol del seu creixement. Forma part del bestiari popular català i la seva representació és força lliure.

## Història
Lo Marraco és un símbol totèmic de Lleida que data del segle v aC com a representació del déu dels antics ilergets. Per als antics ilergets, lo Marraco era el pare espiritual del cabdill més important, Indíbil, considerat fill de Déu. El 1551, un drac precursor del Marraco va formar part de la processó de l'Assumpció, dissenyat per Juan Giménez. Aquest drac va ser el precedent de la figura moderna es coneix avui.

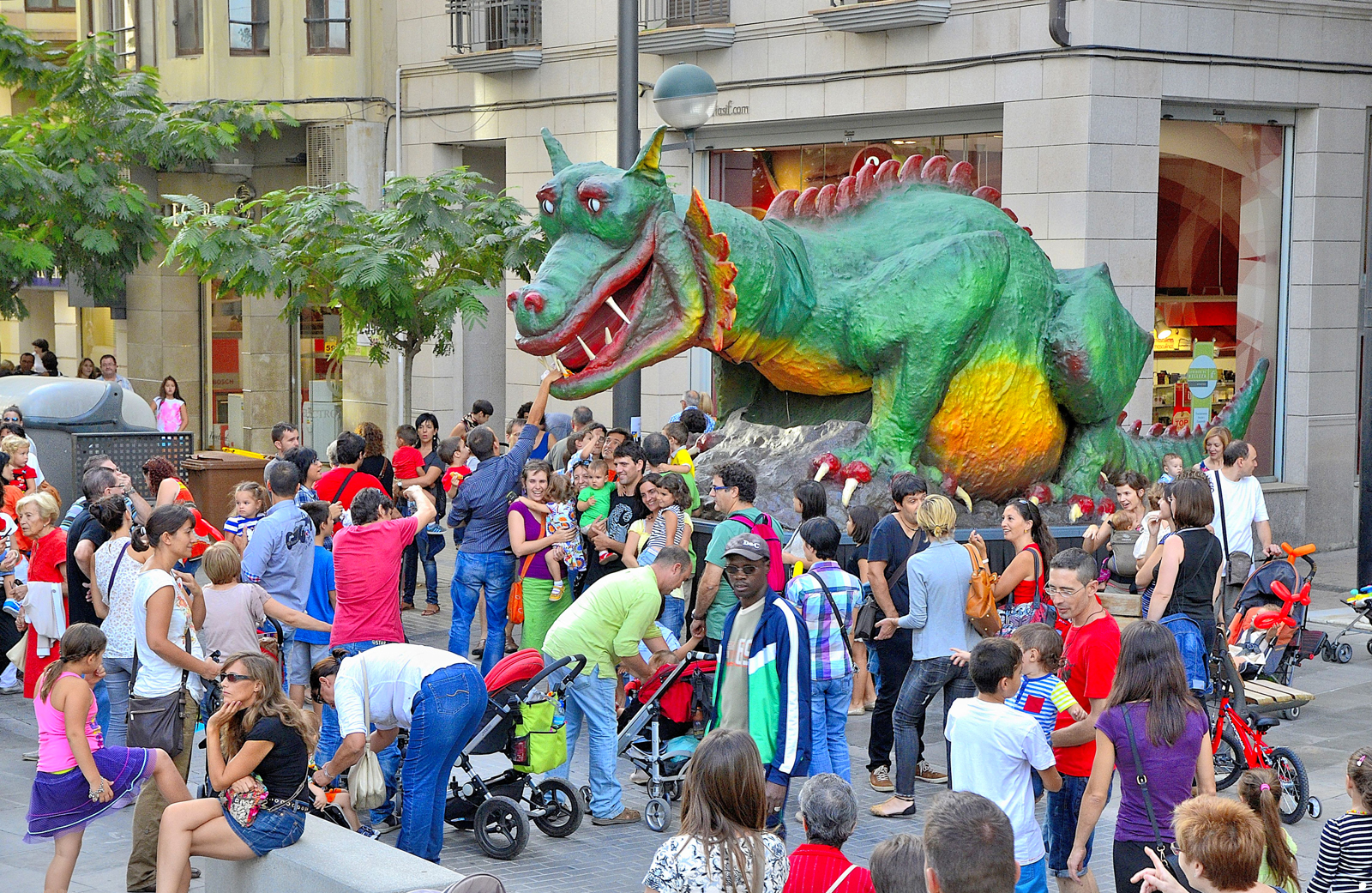
Lo Marraco de Lleida

El 1907 es va crear el primer Marraco festiu, impulsat pels regidors municipals Pere Castro i Manuel Soldevila. Després de la Guerra Civil, el 1941 es va construir un nou model, utilitzant un xassís de camió de la Primera Guerra Mundial amb què es desplaçava en la processó de Corpus Christi.
L'actual representació va ser construïda l'any 1957 per l'arquitecte municipal Lluís Domènech i Torres, i presideix juntament amb els Gegants les principals celebracions lleidatanes. Fa 8,5 m de llargada per 2,90 m d'ample i 3,75 m d'alçada. El seu pes supera les dos tones. És un drac verd, sense ales, amb ullals afilats i la capacitat de llançar fum pel nas.
Lo Marraco que es coneix actualment és fruit d’una renovació de l'element insigne del bestiari lleidatà que es realitzà el 1993. Joan Miró canvià el seu cos de guix, tela metàl·lica i fusta per una rèplica de fibra de vidre. El 2005, en la Gran Nit de Foc de les Festes de la Tardor, de dos ous gegantins que havia estat incubant el Marraco va néixer la seva descendència: els Marraquets, uns capgrossos a imatge del Marraco que incorporen una cua. Tant en el cap com en aquesta cua són els punts on col·locar els elements pirotècnics.
Lo Marraco és també un espantamainades tradicional de Lleida. Hi ha altres indrets on es feia servir el mateix nom (en la variant, però, marreco) per a fer por a la mainada, com ara el Maestrat i Menorca.